# 芒特城
芒特城（法語：Mantes-la-Ville，法語發音：[mɑ̃t la vil] ⓘ）是法国中北部法兰西岛大区伊夫林省的一个市镇，属于芒特拉若利区。 

## 地理
芒特城（48°58'27"N, 1°42'39"E）面积6.06 平方千米，位于法国法蘭西島大區伊夫林省，该省份为法国北部内陆省份，北起瓦兹河谷省，西接厄尔省，西南接厄尔-卢瓦省，东南接埃松省，东临上塞纳省。
与芒特城接壤的市镇（或旧市镇、城区）包括：欧夫勒维尔-布拉瑟伊、布勒伊-布瓦罗贝尔、比什莱、盖维尔、利迈、马尼昂维尔、芒特拉若利。
芒特城的时区为UTC+01:00、UTC+02:00（夏令时）。

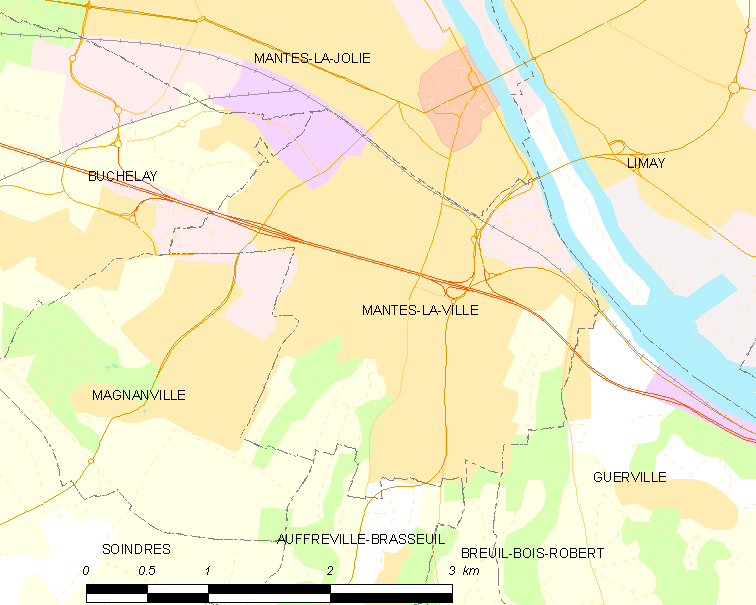
芒特城的OSM定位图

## 行政
芒特城的邮政编码为78711，INSEE市镇编码为78362。

## 政治
芒特城所属的省级选区为芒特拉若利县。

## 人口

1962-2008年间芒特城人口变化图示

芒特城于2022年1月1日时的人口数量为21874人。